# Västergötland
Pour les articles homonymes, voir Västergötland (homonymie) et Gothie.
Västergötland, ou en français la Gothie occidentale (Westrogothie, du latin : Westrogothia ou Gothia occidentalis), dans le sud-ouest de la Suède, entre les grands lacs de Vänern et de Vättern est une des vingt-cinq provinces historiques de Suède. Une petite bande de la province s'intercale entre le Bohuslän et le Halland voisins, pour rejoindre le Cattégat, à l'endroit où se trouve la ville de Göteborg. Västergötland, avec 1 198 806 habitants, est la deuxième province de Suède en population après l'Uppland. Même si les provinces suédoises n'ont plus aucune fonction administrative (celles-ci sont remplies depuis le XVIIe siècle par les comtés), elles restent des entités culturelles importantes auxquelles s'identifient volontiers les Suédois. Exception faite de deux communes (Habo et Mullsjö) dans la partie sud-est de la province, le Västergötland appartient, avec les provinces de Bohuslän et de Dalsland, au comté de Västra Götaland.

## Géographie et paysages
La partie sud et la partie est sont dominées par les forêts de conifères des hautes terres méridionales de Suède (en suédois : Sydsvenska Höglandet). Au nord des hautes terres, par contre, s'étend l'une des régions les plus fertiles du pays : la plaine de Västergötland (en suédois : Västgötaslätten). La petite bande située au bord du Cattégat, plus riche en collines, ressemble topographiquement au Bohuslän et possède, comme cette province, des archipels d'îles rocheuses (l'archipel de Göteborg).

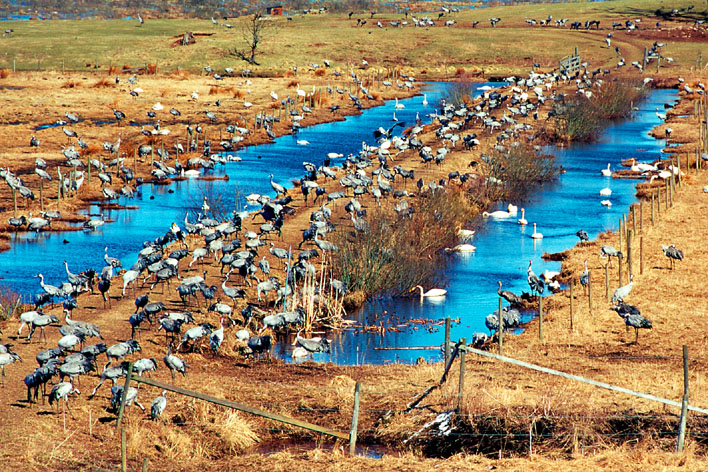
Grues migratoires faisant escale au lac Hornborgasjön

Les précipitations annuelles s'élèvent à 900 mm dans les hautes terres du sud-ouest, mais n'atteignent que 600 mm en plaine et dans les archipels. La température moyenne est de −1 °C en janvier et de 15 °C en juillet.
Le lac Hornborgasjön, près de Falköping, est un lieu d'escale très important pour les grues migratoires sur leur route vers le nord de la Scandinavie et de la Russie. Chaque année, en mars et en avril, cette localité rassemble des dizaines de milliers des grues.
- Point culminant : Galtåsen 362 m
- Parc nationaux : Tiveden, Djurö

### Villes du Västergötland
- Alingsås (1619)
- Borås (1622)
- Falköping (environ 1200)
- Göteborg (1621)
- Hjo (environ 1400)
- Lidköping (1446)
- Mariestad (1583)
- Mölndal (1922)
- Skara (environ 988)
- Skövde (environ 1400)
- Tidaholm (1910)
- Trollhättan (1916)
- Ulricehamn (environ 1400)
- Vänersborg (1644)

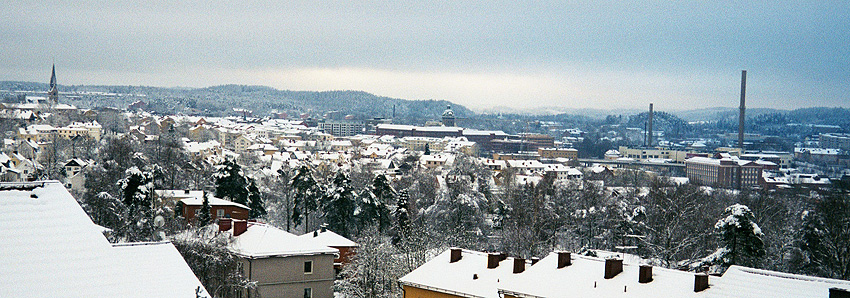
Borås sous la neige.

La plus grande ville de Västergötland est Göteborg, dont une partie mineure est cependant située dans la province de Bohuslän.
La capitale historique de la province se situe cependant plutôt à Skara, l'une des plus vieilles villes de Suède et siège de l'évêché le plus ancien du pays.

## Histoire
Le Västergötland, ou Westrogothie, est une région très riche en sites préhistoriques. Ainsi la commune de Falköping est-elle l'une des régions du monde les plus riches en dolmens.
Le Västergötland est aussi l'une des régions les plus importantes de la plus ancienne histoire du royaume de Suède. Il forme avec l'Östergötland, ou Ostrogothie en français, province voisine, le centre de la grande région historique du Götaland, pays des Götar, peuple germanique dont le nom indique une parenté possible avec les Goths. On ne connaît pas la date où a été réalisée l'intégration de la Westrogothie et de l'Ostrogothie dans le royaume de Suède. Mais vers la fin du Xe siècle, il semble que le roi Erik Segersäll ait été reconnu aussi dans ces deux provinces, ce qui fait de lui le premier roi suédois dont on croit savoir qu'il a règné à la fois sur le Svealand et le Götaland.

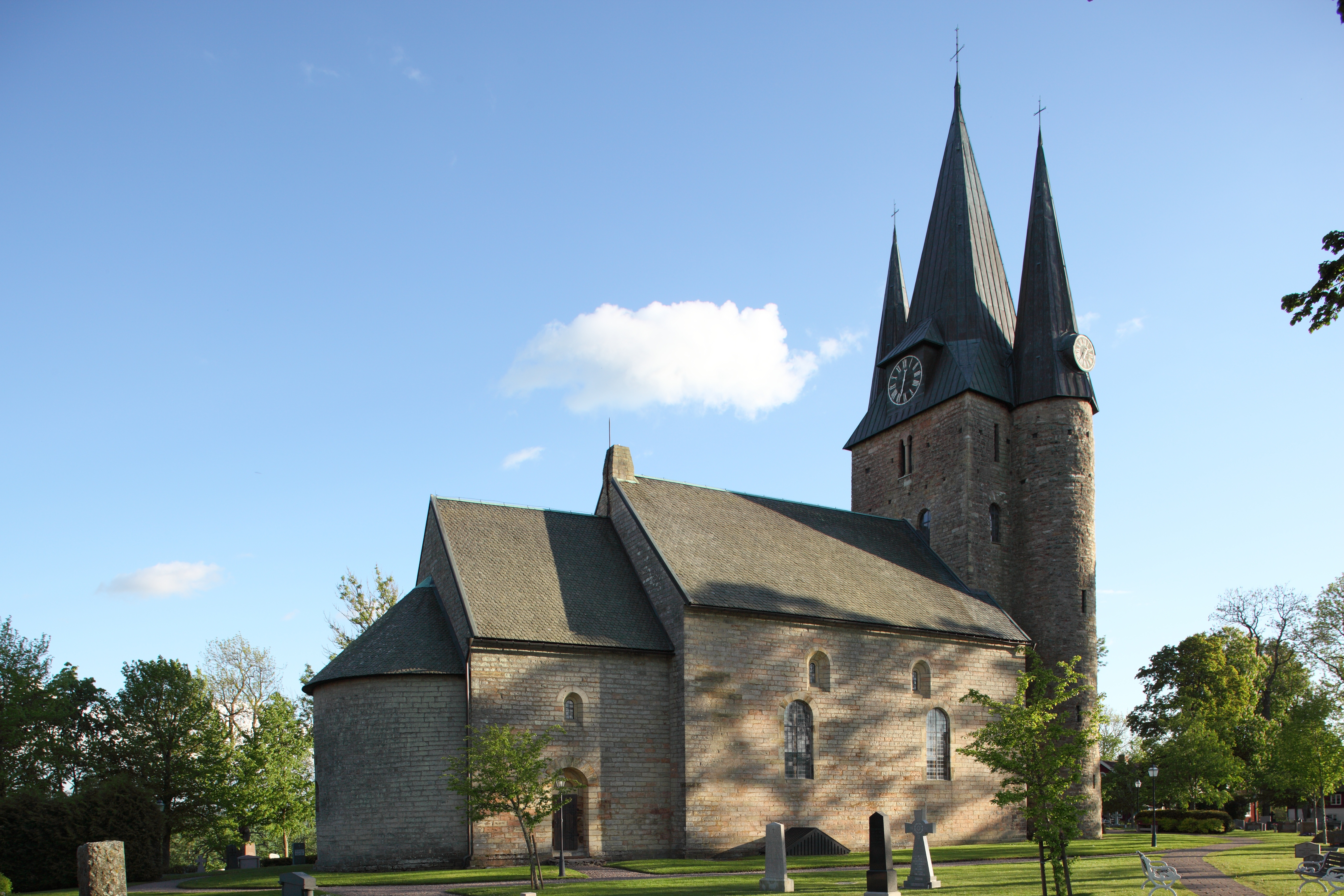
L'église d'Husaby.

Vers l'an 1000 le fils d'Éric, le roi Olaf aurait été baptisé dans la source d'Husaby, au pied de la montagne de Kinnekulle, près du lac du Vänern, ce qui fit de lui le premier roi chrétien de Suède. En effet, le Västergötland a été christianisé avant les provinces du Svealand où le paganisme a persisté plus longtemps (voir à ce sujet Gamla Uppsala). Le premier diocèse de Suède fut instauré à Husaby dès le XIe siècle pour être ensuite déplacé vers la ville de Skara, en 1150.
L'ancienne loi de Westrogothie, l'Äldre västgötalagen, rédigée au XIIIe siècle, est la plus ancienne des lois suédoises provinciales et l'un des plus vieux textes écrits en suédois.

## Culture

### Dialecte
Les dialectes de la Westrogothie font partie des dialectes appelés les Götamål, c’est-à-dire les dialectes du Götaland. Le dialecte de la ville de Göteborg se distingue nettement des dialectes du reste de la province.

### Monuments

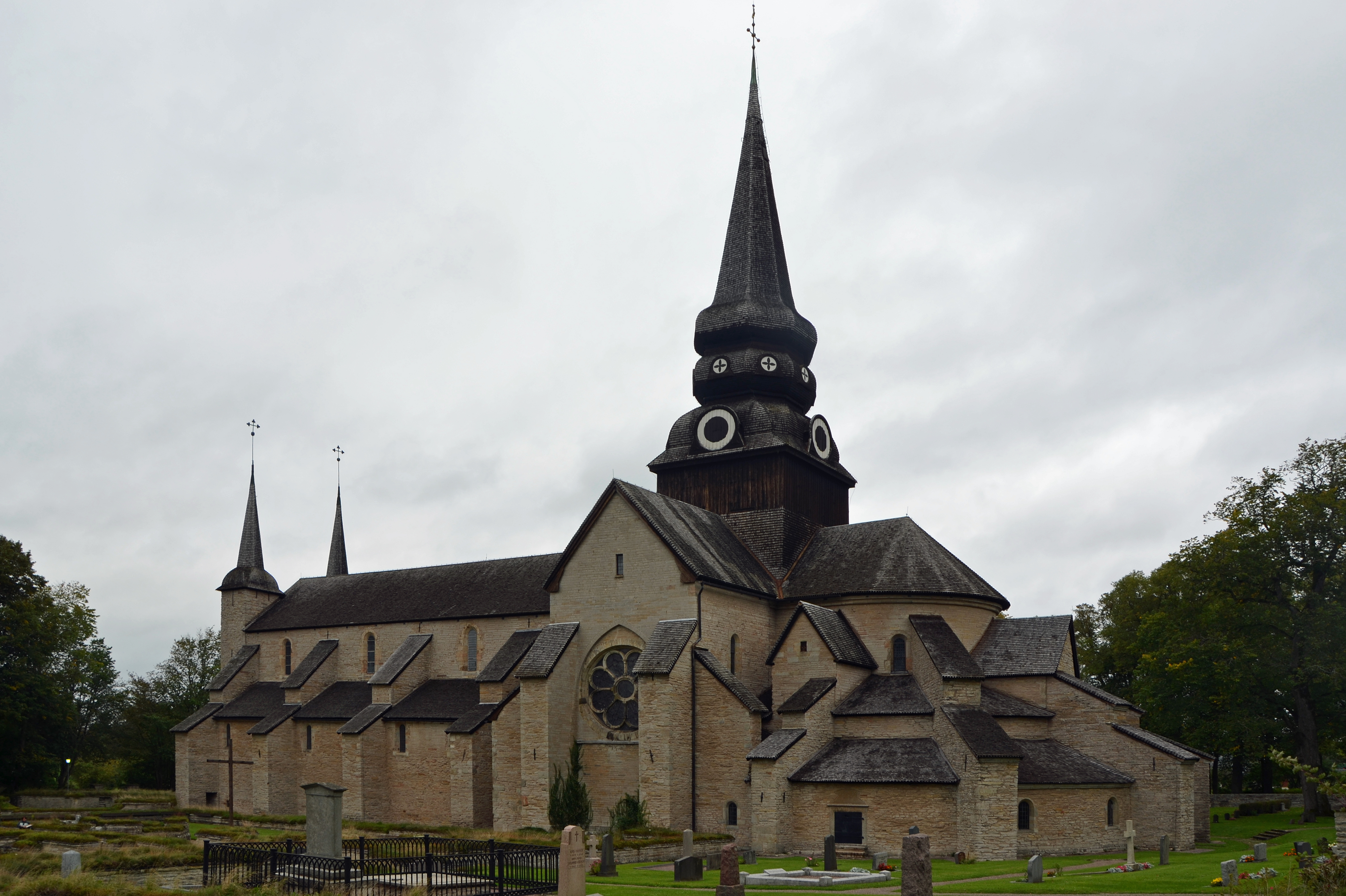
L'église de Varnhem.

Les principaux monuments (exception faite de ceux de la ville de Göteborg) :
- le château de Läckö ;
- le château de Torpa ;
- le fort de Karlsborg ;
- la cathédrale de Skara ;
- l'église de Husaby ;
- l'église de Varnhem.